# Jaime Quezada
Jaime Quezada Ruiz (Los Ángeles, 1942) es un poeta chileno, miembro de la llamada generación literaria de 1960.

## Biografía
Hizo la educación primaria la Escuela de Niños N° 6 y la secundaria en el Liceo de Hombres (liceo Los Ángeles A-59) de Los Ángeles. Esta época escolar "aparecerá de manera recurrente en su poesía, a través de evocaciones a la infancia, las tradiciones y la familia".
Estudió Derecho y Literatura en la Universidad de Concepción entre 1960 y 1968. Fue en esa época que se inició como escritor: "A los 21 años —el mismísimo dia de mi calidad de ciudadano mayor— escribí mi primer poema"; era "un poema que hablaba del padre, de los bosques, de la vida a flor de naturaleza", recordará más tarde.
Quezada publicó su primer poemario, Poemas de las cosas olvidadas, en 1965 y ese mismo año fundó en su alma mater Arúspice, una de las dos revistas míticas de poesía de aquella época, junto con Trilce, de Omar Lara; ambas sirvieron de pauta a Alicia Galaz para crear Tebaida.
En Arúspice Nicanor Parra publicó sus primeros Artefactos y colaboraron escritores de la talla de Julio Cortázar, José Lezama Lima o Gonzalo Rojas, por nombrar solo algunos. 
Después de terminar sus estudios en Concepción, Quezada partió becado a Quito en 1969 para estudiar arte quiteño en Universidad Central del Ecuador.

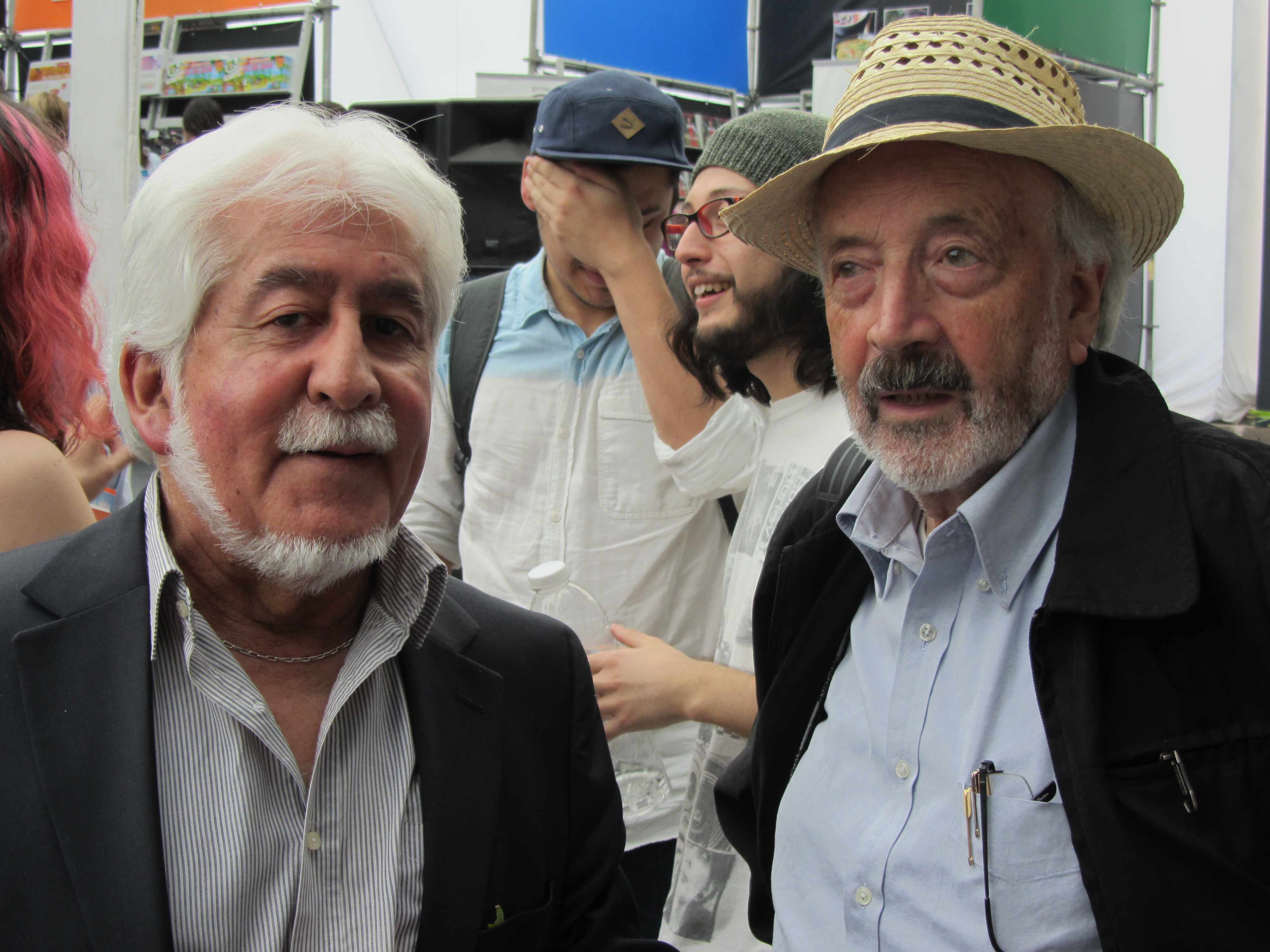
Quezada y Floridor Pérez en la FILSA 2015

A su regreso, participa en los talleres de escritores de la Universidad Católica, dirigidos por Luis Domínguez (1970).
Al año siguiente, gracias al dinero ganado con el premio Baltasar Castro de la Sociedad de Escritores de Chile, emprende un viaje por América Central y México, país donde integrará el taller de escritura de la  Universidad Nacional Autónoma y residirá en la casa del a familia de Roberto Bolaño. En Nicaragua, pasa unos meses en el archipiélago de Solentiname en el lago Cocibolca trabajando con el poeta Ernesto Cardenal.
Fue organizador de las Jornadas Poéticas durante los Encuentros de Arte Joven celebrados entre 1979 y 1981 en el Instituto Cultural de Las Condes con el patrocinio de la Sociedad de Amigos del Arte.
A pesar de que Quezada es clasificado como miembro de la generación de 1960, "su obra poética —a diferencia de la producción de los demás miembros de esta generación, cuyos principales referentes eran Sartre y los poetas del movimiento beat— se nutre más bien de temas cotidianos y tradicionales, como la familia y la vida en medio de la naturaleza".
Como naturalista —botánico de corazón y estudios— ha recorrido todo Chile, desde la Patagonia hasta el extremo norte, Constante recorredor de Chile, además del archipiélago de Juan Fernández En 1981 hizo la ruta de los pehuenches hasta el volcán Antuco, por las mismas sendas del científico de origen lituano Ignacio Domeyko y de los franceses Claudio Gay y Pedro José Amadeo Pissis.

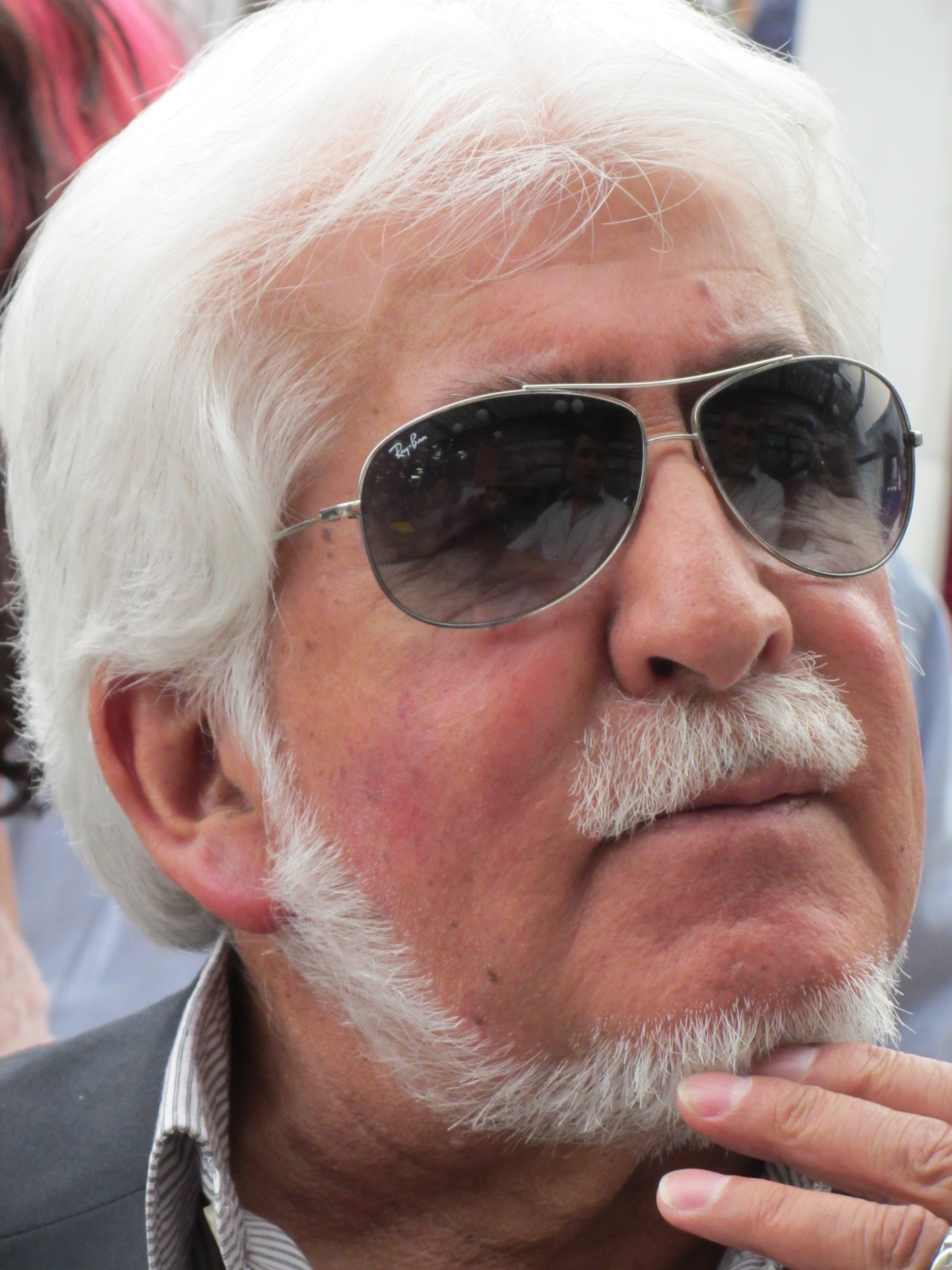
Quezada en 2015

Ha sido presidente de la Sociedad de Escritores de Chile (1989-1991), crítico literario de las revistas Ercilla y Paula y de los diarios El Mercurio, Las Últimas Noticias y Austral de Valdivia; director del taller de poesía de la Fundación Pablo Neruda desde sus inicios (junto con Floridor Pérez); representante del presidente de la república en el Consejo Nacional del Libro y la Lectura (1994-2001). Es presidente de la Fundación Premio Nobel Gabriela Mistral.
Como especialista en literatura, se ha dedicado a difundir la obra de poetas chilenos e hispanoamericanos. Así, ha editado varios libros de Gabriela Mistral – Escritos políticos, 1994; Poesías completas, 2001; Bendita mi lengua sea, 2002 y Prosa reunida, 2002 - y Neruda – Antología fundamental, 1988; Por las costas del mundo, 1999; Neruda y García Lorca, 2000-; Nicanor Parra tiene la palabra y Poesía reunida (2002) de Ernesto Cardenal.

## Premios y reconocimientos
- Premio Baltasar Castro de la Sociedad de Escritores de Chile
- Premio Alerce 1967, de la Sociedad de Escritores de Chile, por Las palabras del fabulador
- Beca Fundación Andes (escritor en residencia en Valdiva, 1989)
- Premio a la trayectoria en el Festival de Poesía La Chascona 2017[6]

## Obras
- Poemas de las cosas olvidadas, Ediciones Orfeo, 1965
- Las palabras del fabulador, Editorial Universitaria, 1968 * Leyendas chilenas, Quimantú, colección Nosotros los chilenos, 1973
- La frontera, Quimantú, colección Nosotros los chilenos, 1973
- Poesía joven de Chile, antología, siglo XXI, México, 1973
- Astrolabio, Nascimento, 1976
- Pájaro de cuentas, 1982
- Huerfanías, Pehuén Poesía, 1985, reúne los trabajos poéticos de los últimos ocho años
- Un viaje por Solentiname, Editorial Sinfronteras, 1987
- No liberto hombre, 1991
- Literatura chilena, apuntes de un tiempo 1970-1995, Ministerio de Educación, 1997
- El año de la ira: diario de un poeta chileno en Chile, diarios íntimos de los años 1973 y 1974, Bravo y Allende Editores, 2003
- Llamadura, Editorial Costa Rica, 2004
- Bolaño antes de Bolaño: Diario de una residencia en México, Editorial Catalonia, 2007